# راینر کریگ
راینر کریگ (انگلیسی: Rainer Krieg؛ زادهٔ ۲ فوریهٔ ۱۹۶۸) بازیکن فوتبال اهل آلمان است.
از باشگاه‌هایی که در آن بازی کرده‌است می‌توان به باشگاه فوتبال کارلسروهه، باشگاه فوتبال اوردینگن ۰۵، باشگاه فوتبال اس‌سی فورتونا کلن، باشگاه فوتبال زاربروکن، و باشگاه فوتبال کمنیتس اشاره کرد.